# (3320) Namba
(3320) Namba (1984 DA1; 1982 VZ4; 1980 FA10) ist ein ungefähr sechseinhalb Kilometer großer Asteroid des inneren Hauptgürtels, der am 14. November 1982 von den japanischen Astronomen Hiroki Kōsai (* 1933) und Kiichirō Furukawa (1929–2016) am Kiso-Observatorium am Berg Ontake-san in Kiso-machi im Landkreis Kiso-gun, Präfektur Nagano in Japan (IAU-Code 381) entdeckt wurde. Die Bahnelemente von (3320) Namba ähneln sich mit denen der Asteroiden (11) Parthenope, (178) Belisana und (189) Phthia.

## Benennung
(3320) Namba wurde nach Namba, einem Stadtteil von Osaka benannt. Zudem ist „Namba“ eine Aussprachevariante von Naniwa, was der alte Name von Osaka war. In Osaka war Kiichirō Furukawa, einer der beiden Entdecker der Asteroiden, aufgewachsen. Nach Naniwa, der anderen Aussprachevariante des alten Namens der Stadt Osaka, ist der Asteroid (3607) Naniwa benannt.